# Michele Smith
Michele Smith (* in Harrisburg, Pennsylvania) ist ein US-amerikanisches Model, Fernsehmoderatorin, Filmschauspielerin und Modedesignerin.

## Leben
Michele Smith wuchs in Harrisburg, Pennsylvania auf. Als Erwachsene ging sie nach Los Angeles und begann dort ihre Karriere als Model, vor allem für Pin-up-Kalender, Motorrad- und Männerzeitschriften wie Muscle and Fitness, Swimwear USA, Swimwear International, Neue Revue, Wild Motorcycles, Full Throttle, V-Twin, Hot Rod, Easyriders und Iron Works. Im Februar 1989 war sie auf der Titelseite des Playboys abgebildet.
Ihre Schauspielkarriere begann mit Tim Conways Comedyfilmen Dorf on Golf, Dorf’s Golf Bible und Dorf’s Olympic Games, wo sie als Boom-Boom zu sehen war.
Es folgten kleinere Nebenrollen in Fernsehserien wie Eine schrecklich nette Familie und Mein Vater ist ein Außerirdischer.
1996 wurde sie Moderatorin der US-amerikanischen Motorrad-Serie American Thunder auf dem US-amerikanischen Sender Speed Channel und behielt diese Rolle bei, bis sie 2009 von Alana Grace abgelöst wurde. 2010 wurde sie Moderatorin der Serie Two Wheel Thunder zusammen mit Jay Barbieri.
Neben der Arbeit als Moderatorin ist sie auch Designer und hat eine eigene G-String-Kollektion namens „Jeweled Gs“, verschiedene Shirts sowie Motorradhelme, die sie auf Biker-Messen und -Treffen anbietet.

## Filmografie
- 1987: Dorf on Golf
- 1988: Dorf and the First Games of Mount Olympus
- 1988: Dorf’s Golf Bible
- 1990: Blood Salvage
- 1990: Dorf Goes Auto Racing
- 1995: Hologram Man
- 1996–2008: American Thunder
- 2010: Two Wheel Thunder